# Чистенький (Аркадакский район)
Чистенький — посёлок в Аркадакском районе Саратовской области России.
Село входит в состав Семеновского сельского поселения.

## Население
| 2010 |
| ---- |
| 67   |

## Уличная сеть
В поселке одна улица: Степная.

## Известные уроженцы
- Косарев Александр Федорович — Герой Социалистического Труда.
- Лукашевич Георгий Георгиевич (1919—?) — советский военный, генерал-лейтенант артиллерии, награждён орденом Богдана Хмельницкого II степени.[3]